# Орлиноярское
Орлиноярское (укр. Орлиноярське), село, 
Шевелевский сельский совет,
Балаклейский район,
Харьковская область.
Село ликвидировано в ? году.

## Географическое положение
Село Орлиноярское находится на расстоянии в 2 км от села Новая Павловка.

## История
- ? — село ликвидировано.